# Bagira
Bagira (hindi: बघीरा  /Baghīrā/ angol leírással Bagheera) Rudyard Kipling Maugli-történeteinek kitalált szereplője A dzsungel könyve (kiadás: 1894) és A második dzsungel könyve (kiadás: 1895) című regényekben. Ő egy fekete párduc (melanisztikus indiai leopárd), aki az „emberkölyök” Maugli barátja, védelmezője és tanítója. A "bagira" szó hindi (és hindusztáni nyelven) párducot vagy leopárdot jelent, bár a szó gyökere, a bagh a panthera nem bármely formáját jelenti, manapság leginkább a bengáli tigrisre használják.

## Története az eredeti könyvben
Az indiai Radzsasztánban, Udaipur város rádzsájának menazsériájában fogságban született Bagira az anyja halála után elkezdi tervezni a szökését. Amikor már elég érett és erős, feltöri ketrecének zárját, és megszökik az erdőbe, ahol ravasz természetével kivívja a dzsungel összes többi lakójának tiszteletét, kivéve Sir Kánt, a tigrist. Bagira mindezt később elárulja Mauglinak. A fiún kívül senki más nem tudja meg, hogy Bagira egykor nyakörvet és láncot viselt, ami megmagyarázza a nagymacska különleges tisztánlátását az emberekkel kapcsolatban. Mivel megtanulta az emberek szokásait, szeretetteljesen viselkedett az elhagyott embergyerekkel, akit a védelmébe vett.
Amikor a Szioni farkasfalka két tagja, Farkasapó és Farkasanyó örökbe fogadják az "emberkölyköt” Mauglit, és a falka követeli, hogy tárgyalják meg az új jövevény érkezését, Bagira egy frissen leölt bikával megváltja Maugli életét, és segít felnevelni őt a falka tagjaként. Mivel az életét egy bikával vásárolták meg, Mauglinak megtiltják, hogy marhát egyen (ahogy a környéken élő hindu falusiak sem ehetnek marhát). Bagira gyakran emlékezteti Mauglit erre az adósságára egy esküvel, amely saját korábbi fogságára utal. Ahogy Bagira esküszik: „A letörött zárra mondom, amely megszabadított”, úgy válaszol Maugli: „A bikára mondom, amely megváltott engem”.
Egy alkalommal, amikor Maugli a dzsungel törvényeit tanulja Balutól a medvétől, Bagira azt mondja: „Én ugyan inkább adok mint kérek segítséget”, miközben Maugli megtanulja a mesterszavakat, amelyek ahhoz szükségesek, hogy a dzsungelben élő állatok segítségét kérje. Bagira a könyvben egy büszke állat, aki tisztában van saját képességeivel, bár elismeri Maugli egyre növekvő hatalmát az egyes állatok felett, ahogy a fiú egyre idősebb lesz. Bagira megmutatja Mauglinak, hogy egyik állat sem nézhet a szemébe, még azok sem, akik szeretik őt.
Bagira Maugli számos kalandjában részt vesz, ahogy a fiú egyre idősebb lesz, de végül eljön az idő, amikor az emberkölyökből férfi lesz, és vissza kell térnie az emberi társadalomba. Bagira egy fiatal bika megölésével megszabadítja Mauglit a farkasfalka iránti adósságától, Maugli pedig visszatér fogadott emberi anyjához, Messzuához.
Bagira Maugli egyik tanítómestere és legjobb barátja. Ő, Balu és Ká együtt éneklik Mauglinak a dzsungel „Búcsúztató énekét”. A saját dala elkezdése előtt a fekete párduc így szólítja Mauglit: „Ne feledd, Bagira szeretett téged... - kiáltotta, és elrohant. A dombtetőn újra felüvöltött - Emlékezz, Bagira szeretett téged."

## A Disney-stúdió feldolgozásaiban

### 1967-es rajzfilm
Ahogy a Kipling-könyvekben, Bagira az 1967-ben készült Disney-feldolgozásban is Maugli bölcs védelmezője; azonban a rajzfilm fejlesztése során Walt Disney úgy döntött, hogy kihagyja a történetből a fekete párduc múltját, a karakter jelleme is eltér az eredeti műtől, mivel a rajzfilmben Bagira szigorúan bánik Mauglival. A karakter angol szinkronhangja Sebastian Cabot, magyar hangja Szabó Gyula.
A rajzfilm elején Bagira találja meg Mauglit csecsemőkorában. Elviszi egy farkasfalkához, hogy biztosítsa a túlélését, de tudja, hogy az emberkölyöknek egyszer vissza kell térnie a saját fajtájához. 10 esős évszak elteltével, amikor Sir Kán visszatér a dzsungelbe, Bagira felajánlja, hogy elviszi Mauglit egy közeli emberi faluba, mert ott biztonságban lesz. Bagira összeütközésbe kerül Baluval a fiúval kapcsolatban, de emlékezteti őt Sír kánra, és meggyőzi a medvét, hogy segítsen neki. Amikor Maugli elszökik Balu elől, Bagira megpróbál segítséget szerezni Hátitól és elefántcsordájától, hogy megtalálják. Bagira megvigasztalja Mauglit, amikor azt hiszi, hogy Sir Kán megölte Balut, aki megpróbálta megvédeni őt, de Balu felébred Bagira nagy haragjára, mert halottnak hitte. Amikor Maugli követni kezd egy emberlányt, Shantit az emberek falujába, Bagira bátorítja őt, aztán megvigasztalja Balut, és elmondja neki, hogy az emberkölyök biztonságban lesz a faluban. A fekete párduc és a medve ezután a „Egy-két jó falat” című dalt énekelve visszatérnek a dzsungelbe, majd a rajzfilm véget ér.
Bár nem szerepel az 1990-91 között futó Balu kapitány kalandjai című rajzfilmsorozatban, amely az 1967-es adaptáció néhány szereplőjét használja, Sir Kán alkalmazottai és katonái között sokszor szerepelnek fekete párducok, akik erősen hasonlítanak rá.
Bagira kölyökként jelenik meg a Dzsungelkölykök című előzménysorozatban, ahol barátai gyakran gúnyolódnak rajta.
A 2003 ban készített A dzsungel könyve 2. Disney-rajzfilmben ismét feltűnik a fekete párduc. A rajzfilm elején Bagira meg akarja akadályozni Balut abban, hogy meglátogassa Mauglit az emberek falujában, ráadásul Sir Kán még mindig vadászik a fiúra. A fekete párduc kudarcot vall, annak ellenére, hogy elnyeri Háti segítségét. Egy későbbi jelenetben Balu becsapja őt, hogy azt higgye, Maugli nincs vele. A cselekmény végén Bagira Maugli és barátja, Shanti segítségére siet, miután Sir Kán megtámadja őket. A két gyerek egy elhagyatott templomba menekül a tigris elől, ide viszont csak Balu merészkedik be. Azonban mielőtt még bemenne, a fekete párduc figyelmezteti a barátját, hogy vigyázzon magára. Mauglinak sikerül csapdába csalnia a tigrist, majd bemutatja Shantit Bagirának. A rajzfilm végén a fekete párduc Maugli örökbefogadott öccsével, Rándzsannal játszik. A karakter eredeti szinkronhangja a rajzfilmben Bob Joles, magyar hangja Szersén Gyula.

### 1994-es élőszereplős film
Az 1994-es Maugli, a dzsungel fia című élőszereplős filmben Bagira szerepét egy Árnyék (Shadow) nevű fekete leopárd alakítja. Más adaptációkkal ellentétben ebben a filmben Bagira és a többi állat nem beszél.
Bagira megtalálja Mauglit és kedvenc farkasát, Szürke Testvért, miután eltévedtek a dzsungelben. Sír kán üvöltését hallva a fekete párduc egy farkasfalkához vezeti őket, akik befogadják őket, mivel Maugli kedves az egyik fajtársukhoz. Amikor Maugli már felnőtt, és megtanulta az emberek szokásait, bemutatja Bagirát szerelmének, Kitty Brydonnak, bár ellenségesen viselkedik Kitty vőlegényével, Boone kapitánnyal és katonáival szemben. Bagira megmenti Mauglit attól, hogy Boone kapitány katonái lelőjék, később pedig megmenti barátjukat, Dr. Plumfordot attól, hogy Buldeó és egy banditákból álló karaván megölje. Amikor Mauglit egy fához kötözik, megérkezik Bagira, és elrágja a köteleket, kiszabadítva őt. A film végén Bagira Mauglival és Kittyvel együtt kel át egy hídon.

### 1998-as élőszereplős film
Bagira az 1998-as Maugli újabb kalandjai című élőszereplős filmben is feltűnik. Ebben a feldolgozásban egy nőstény párduc, de szerepe hasonló az 1967-es rajzfilmhez, ő Maugli tanítómestere (Balu mellett), aki megtanítja az emberkölyöknek, hogyan kell vadászni a dzsungelben és védekezni Sir Kán ellen. Eredeti szinkronhangja a filmben Eartha Kitt.

### 2016-os vegyes technikájú film
A Disney-stúdió 2016-ban egy mozifilmet készített el Jon Favreau rendezésével, a film ötvözi az 1967-es első Disney-feldolgozás és az eredeti regény eseményeit. Ebben a filmben Bagira szerepe nagyrészt hasonló az első rajzfilmhez, ő Maugli jóakaró mentora, és "a józan ész hangja" az emberkölyök és Balu számára. A karakter eredeti szinkronhangja a filmben az Oscar díjas Ben Kingsley, magyar hangja Perlaki István.
Bagira megmenti Mauglit, miután Sir Kán megöli a fiú apját, Akela farkasfalkájának tagjaként a fiú a dzsungel lakójává válik. Amikor Sir Kán megfenyegeti Mauglit, Bagira beleegyezik, hogy elkíséri őt egy emberi faluba, de Sir Kán útközben rájuk támad. Bagira megküzd a tigrissel, és ezzel elég időt nyer Mauglinak a menekülésre. Miután Balu megmenti Mauglit Kától, a kisfiú újra találkozik a fekete párduccal. Bagira megpróbálja rávenni Balut, hogy hazudjon Mauglinak, hogy a faluban maradjon. A fekete párduc és a medve segít az emberkölyöknek elmenekülni Lajcsi király és a majmok elől, de Maugli dühös rájuk, amiért nem mondták el neki, hogy Sír kán megölte Akelát. Bagira segít Balunak és a farkasfalkának feltartani a tigrist addig, hogy Maugli egy lángtenger kellős közepébe csalja Sir Kánt, ahol a tigrist végül eléri a végzete. A film végén Bagira Baluval és Mauglival együtt ül egy fán, Maugli pedig megtalálta igazi otthonát és családját a dzsungelben.
Ben Kingsley egy interjúban úgy jellemezte Bagirát, mint Maugli nevelőszülőjét, akinek személyisége kissé katonás, „azonnal felismerhető arról, ahogyan beszél, ahogyan viselkedik, és hogy milyen az erkölcse”. Kingsley hangját a Rotten Tomatoes úgy méltatta, hogy „[a] megfelelő szintet hozza a szigorú Bagira szerepében”, a Vox pedig a film legjobb állati alakításaként értékelte: "Bagira az aggódó szülő, aki fél attól, hogy mit talál majd a gyermeke a következő sarkon túl, a nagymacska, aki tudja, hogy csak egy kicsit kellene elengednie magát, de nem találja magában a kellő erőt ehhez”.

## Szereplése egyéb tartalmakban
- Az 1967-es Maugli kalandjai című szovjet rajzfilmben Bagira (oroszul: Багира) nőstény. Ez összefügghet azzal, hogy az orosz „párduc” szó (oroszul: пантера, pantera) nőnemű főnév, és az „a”-ra végződő nevet az orosz nyelvben női névnek tekintik (egy hím párducot Bagiérnek hívtak volna). Az orosz fordítók néha véletlenül a nemek egyensúlyára törekedtek azzal, hogy megváltoztatták a fiktív állatok nemét és nevét, ha azok a helyi népmesék csaló karaktereihez hasonlóan viselkedtek, pl. az Alekszej Nyikolajevics Tolsztoj által készített Pinokkió kalandjai fordításában a róka nőnemű). A könyv orosz fordításában Bagira nőstény. Ebben a változatban három kölyke van, egy fekete és két sárga színű. Bagirát barátságosnak, hűségesnek, megbízhatónak és védelmezőnek, ugyanakkor kissé ravasznak ábrázolják.
- A Morecambe és Wise által készített Ernie csodálatos világa című 1978-as élőszereplős feldolgozásban, amely az "egy ilyen majom embernek való (I Wan'na Be Like You, The Monkey Song) című dalt parodizálta, Bagira szerepét Derek Griffiths játssza, bár a dal közepén Sebastian Cabot eredeti, rögzített párbeszédére szinkronizálva.
- A regénnyel azonos című, 1989-ben készült animesorozatban Bagira Maugli egyik legközelebbi barátja és legerősebb szövetségese. Az eredeti könyvhöz hasonlóan korábban fogságban élt, de a sorozatban egy Linda nevű fiatal lány engedi szabadon, sőt, még egy puskalövést is bevállalt érte, hogy biztosítsa a szökését. Bagira később mesélt róla Mauglinak, és meg is gyászolja a lányt. Az ő történetén keresztül tanítja meg az emberkölyöknek, hogy nem minden ember gonosz. Japánul Hiroya Isimaru, az angol szinkronban Arthur Grosser, magyarul Szakácsi Sándor szólaltatja meg.
- A Blues Traveler 1991-es, a karakterről elnevezett dalban ábrázolt jelenetben a fekete párduc véres bundával jelenik meg, amint a bárpultnál iszogatva tanácsot ad egy fiatal emberkölyöknek arról, hogy emberként vagy szabad lényként akar-e élni. Maugli visszaemlékszik arra, amikor döntés előtt állt, hogy az Ember világában éljen, vagy visszatérjen a dzsungelbe és szabad legyen. A sorok szerint „egyesek szerint, ha akkor láthattad volna, észrevetted volna, hogy egy könnycsepp hullik fenséges szeméből”.
- 1996-ban készült egy magyar musical, itt Bagira ismét egy nőstény párduc. Az ő szerepe, hogy megvesztegeti a farkasfalkát egy bikával, hogy azok elfogadják Mauglit Akela kölyökének, Baluval együtt tanítja Mauglit a dzsungel törvényeire, és tanácsokkal látja el a darab során.
- A 2002-es Mesék című képregénysorozatban Bagira a New York állam északi részén található Farmon száműzetésben élő szereplők egyikeként jelenik meg. Részt vesz a tanyán zajló felkelésben, és a többi „Kipling-szereplővel” együtt ő is segít Aranyhajnak Rajnard, a róka felkutatásában. Bagira ügyesen nyomoz a Rajnald után, a rókának végül sikerül megszöknie előle. Utalnak arra, hogy Bagira elsődleges motivációja a Róka elfogására az, hogy megmutassa Sír kánnak, miután a tigris nagyképűen visszautasította Bagira segítségét.
- A 2018-as Maugli: A dzsungel legendája című filmben angolul Christian Bale, magyarul Fekete Ernő hangján szólalt meg.

## Fordítás
Ez a szócikk részben vagy egészben  a   Bagheera című angol Wikipédia-szócikk ezen változatának fordításán alapul.  Az eredeti cikk szerkesztőit annak laptörténete sorolja fel. Ez a jelzés csupán a megfogalmazás eredetét és a szerzői jogokat jelzi, nem szolgál a cikkben szereplő információk forrásmegjelöléseként.